# 青木崚
青木 崚（あおき りょう、1975年12月2日 - ）は、東京都出身の俳優。アクトレインクラブ所属。

## 出演

### 舞台
- 友情 Friendship 〜秋桜のバラード〜（初演・3カ月公演） - 北島正役
- 雨あがる（五木ひろし主演 明治座）
- 剣客商売（藤田まこと主演 明治座）
- 牡丹灯籠（水谷八重子主演 巡演）
- 風の盆ながれ唄（風間杜夫主演 南座）
- アトリエ新派公演 明日の幸福（日本橋公会堂）
- 甲斐京子の夢劇場〜ダンス・ソング・ドラマ PART9（小国正皓演出）
- 花丸銀平（風間杜夫主演 南座）
- 演劇 津軽（村田雄浩・川上麻衣子主演 スペース・ゼロ） - 駅員役
- 幌張馬車(ポジャンマッチャ)プロデュースVol.4
- 夏祭りの前に
- くまでん舎「サギ娘」　作・演出:中島淳彦

### テレビドラマ
- 武蔵 MUSASHI（NHK大河ドラマ）
- 風のロンド（東海テレビ）
- 永遠の君へ（東海テレビ）
- BLACK OUT（テレビ朝日）
- 炎の消防隊（テレビ朝日）
- 世にも奇妙な物語『部長OL』（フジテレビ）
- 弁護士・高林鮎子（日本テレビ）
- 危険な遊び（日本テレビ）
- 土曜ワイド劇場 温泉 (秘) 大作戦8（テレビ朝日）
- 科捜研の女 第一話スペシャル（2013年、テレビ朝日）
- 警視庁捜査一課9係 season10 第1話（2015年4月22日、テレビ朝日） - 岩倉和久
- 科捜研の女 16シリーズ 第5話（2016年、テレビ朝日） - 古田
- 刑事7人（2018年） - 牛島宏
- 特捜9 season3（2020年） - 江藤一郎
- 邪神の天秤 公安分析班（WOWOW）
- ノッキンオン・ロックドドア 第7話（2023年、テレビ朝日） - 森田広也

### CM
- 東京製図専門学校
- ズームイン朝 生コマーシャル『すごいよ！！マサルさん』イメージキャラクター
- suumo ココロの声ストーリー『第一話　はじまりの日』（2010年9月放送）

### Vシネマ
- 静かなるドン（7〜12話）
- 天（3〜4話）